# 24 vendémiaire
24 jour complémentaire 24 brumaire
Le quartidi 24 vendémiaire, officiellement dénommé jour de l'amaryllis, est le 24e jour de l'année du calendrier républicain.
C'était généralement le 15e jour du mois d'octobre dans le calendrier grégorien.

Procès de Marie-Antoinette, reine de France, surnommée "veuve Capet", condamnée à mort par le tribunal revolutionnaire, conduit par Antoine de Fouquier Tinville, accusateur public.